# Vittorio Mero
Vittorio Mero (Vercelli, 21 de maio de 1973 — Rovato, 23 de janeiro de 2002) foi um futebolista italiano que atuava como zagueiro.

## Carreira
Iniciou a carreira em 1991, defendendo o Casale. Foram apenas 2 jogos pelo clube piemontês, que disputava na época a Série C1 italiana. Foi contratado pelo Parma em 1992, mas não disputou nenhum jogo oficial pelos Crociati.
Na temporada 1994-95, assinou com o Crevalcore, jogando 2 temporadas. Defendeu também Ravenna,Brescia e Ternana (por empréstimo, em 2001). Durante sua passagem pelo Brescia, que durou 4 temporadas (1998 a 2002), Mero ganhou o apelido de Sceriffo ("Xerife").

## Morte
Em 23 de janeiro de 2002, Mero sofreu um acidente automobilístico, falecendo aos 27 anos. Minutos antes do início do jogo entre Parma e Brescia, válido pela semifinal da Copa da Itália de 2001-02, a notícia de sua morte foi anunciada. Roberto Baggio, capitão do Brescia, não segurou as lágrimas e deixou o gramado, acompanhado por seus companheiros de equipe, e a partida foi adiada para o final de janeiro do mesmo ano. Em homenagem ao zagueiro, os Rondinelle aposentaram a camisa 13, usada por ele. O Ravenna foi outro clube que homenageou Mero, batizando uma das arquibancadas com seu nome.